# Redaktionsstab Rechtssprache
Der Redaktionsstab Rechtssprache wurde im April 2009 eingerichtet und ist beim Bundesministerium der Justiz angesiedelt. Er war das Ergebnis des zweijährigen Projekts „Verständliche Gesetze“, das auf eine parteiübergreifende parlamentarische Initiative zurückgeht.
Er prüft seitdem alle Gesetz- und Verordnungsentwürfe der Bundesministerien auf sprachliche Richtigkeit und Verständlichkeit. Die Prüfung erfolgt im Rahmen der rechtssystematischen und rechtsförmlichen Prüfung nach § 46 der Gemeinsamen Geschäftsordnung der Bundesministerien (GGO).
Der Redaktionsstab Rechtssprache besteht aus sieben Sprachwissenschaftlern und Sprachwissenschaftlerinnen, die alle langjährige Erfahrung mit der sprachlichen Bearbeitung von Rechtstexten haben.
Der Redaktionsstab Rechtssprache ist also im Vergleich zum Redaktionsstab der Gesellschaft für deutsche Sprache beim Deutschen Bundestag bereits in einem früheren Stadium des Gesetzgebungsprozesses tätig.
Seit 1. Januar 2013 ist die Berliner Firma Lex Lingua Gesellschaft für Rechts- und Fachsprache mbH für den Redaktionsstab Rechtssprache verantwortlich.
Der Redaktionsstab Rechtssprache gibt sprachliche Empfehlungen und Hinweise, die jedoch nicht verbindlich sind. Über die endgültige Gestaltung des Textes entscheidet das zuständige Ministerium.